# Genossenschaftsmolkerei Piątnica
Die Genossenschaftsmolkerei Piątnica (Okręgowa Spółdzielnia Mleczarska w Piątnicy, kurz OSM Piątnica) ist ein genossenschaftlich organisierter Milchverarbeiter in Polen. Die Firma erwirtschaftete im Jahr 2009 einen Umsatz von rund EUR 125 Millionen. Damit gehört die OSM Piątnica zu den zehn größten Molkereiunternehmen Polens. Der Sitz der Firma befindet sich in Piątnica in der Woiwodschaft Podlachien.
Die wissenschaftlich basierte Milchproduktion in Drozdowo im Narew-Tal begann bereits Mitte des 19. Jahrhunderts, als ein Absolvent der ersten landwirtschaftlichen Hochschule Polens – der Szkoła Gospodarstwa Wiejskiego in Warschau – Franciszek Dionizy Lutosławski, hier eine Zucht von Milchkühen aufbaute. In der Folgezeit entwickelte sich die Milchindustrie in der Region auf ein hohes Niveau. Als Nachfolger verschiedener kleinerer Verarbeitungsbetriebe wurde 1965 die heutige Genossenschaftsmolkerei in Piątnica errichtet.
Mit der Einführung eines Hüttenkäses unter der Marke „Serek Wiejski“ gelang der Molkerei im Jahr 1991 ein Innovationserfolg; Trotz vieler Nachahmer werden noch heute rund 50 % des polnischen Absatzmarktes in dieser Produktkategorie gehalten. Neben „Serek Wiejski“ sind die Marken „Twaróg Wiejski“ und „Twój Smak“ polenweit bekannt.
Anfang des Jahres 2011 gab das polnische Antimonopolamt UOKiK seine Zustimmung zur Fusion der Genossenschaftsmolkereien von Piątnica und Ostrołęka.